# Saint-Tugdual
Saint-Tugdual (bret. Sant-Tudal) – miejscowość i gmina we Francji, w regionie Bretania, w departamencie Morbihan.
Według danych na rok 1990 gminę zamieszkiwały 444 osoby, a gęstość zaludnienia wynosiła 22 osoby/km² (wśród 1269 gmin Bretanii Saint-Tugdual plasuje się na 860. miejscu pod względem liczby ludności, natomiast pod względem powierzchni na miejscu 495.).